# 水酸化クロム(III)
水酸化クロム(III)(Chromium(III) hydroxide)は、化学式Cr(OH)3の無機化合物である。緑色のゼラチン状である。未定義の構造と低い溶解度を持つ重合体である。両性であり、強アルカリと強酸のどちらにも溶ける。
アルカリ: Cr(OH)3 + OH− → CrO−
2 + 2 H2O
酸: Cr(OH)3(OH2)3 + 3 H+ → Cr(OH2)3+
6
色素、媒染剤、有機反応の触媒として用いられる。
クロム塩の溶液に水酸化アンモニウムを加えることで作られる。
純粋な水酸化クロム(III)は、2020年時点で鉱物種として知られていない。しかし、オキシ水酸化物CrO(OH)の多形は、ブレイスウェル石、グリマルディ石、ガイアナ石という3つが知られている。